# 許立一
許立一（1967年－）是中華民國（臺灣）行政哲學學者，是台灣第一位公共行政學領域出身的國立大學校長。現任國立空中大學校長，曾任國立空中大學副校長、國立臺北大學公行系兼任教授、臺灣公行系所聯合會（TASPAA）理事長、國家政策研究基金會專欄作家、國立空中大學研發長、國立空中大學教務長、國立空中大學學務長、國立空中大學輔導長、國立空中大學公行系主任、中華大學行管系助理教授。

## 專書
- 許立一（2019）。《當代治理新趨勢（二）》。新北：國立空中大學出版社。
- 許立一（2016）。《公民社會》。新北：國立空中大學出版社。
- 許立一（2015）。《公務倫理》。新北：國立空中大學出版社。
- 許立一（2014）。《公務倫理的後設分析：現代與後現代思維》。新北：國立空中大學出版社。
- 許立一（2014）。《人事行政》。新北：國立空中大學出版社。
- 許立一（2014）。《民主與法治》。新北：國立空中大學出版社。
- 許立一（2013）。《當代治理新思維》。新北：國立空中大學出版社。
- 許立一、呂育誠（2004）。《地方政府與自治》。臺北：國立空中大學出版社。
- 許立一（2004）。〈行政組織再造之理論基礎的探討：我國行政組織再造方向之建議〉。詹中原主編，《政府再造新藍圖》，頁199-225。臺北：國家政策研究基金會。
- 許立一（2003）。《慎思熟慮的民主行政》。臺北：韋伯。
- 許立一（2001）。《公共行政的黑堡觀點及其認識論之研究》。臺北：國立政治大學公共行政學系博士論文。